# Терцквартаккорд

Септаккорд и его обращения: квинтсекстаккорд, терцквартаккорд, секундаккорд

Терцквартакко́рд — аккорд, состоящий из четырёх звуков, второе обращение септаккорда с квинтой в основании. Назван по интервалу терции внизу аккорда и кварте, образованной первым и третьим снизу звуками.
Сокращённо терцквартаккорд обозначается буквой, указывающей вид аккорда или его ладовое положение, и цифрами {\displaystyle {}_{3}^{4}}, например, доминантовый терцквартаккорд обозначается как {\displaystyle {D}_{3}^{4}}.
Пример доминантового терцквартаккорда в до мажоре (снизу вверх): ре — фа — соль — си.

## Источник
- Терцквартаккорд // Энциклопедический словарь Брокгауза и Ефрона : в 86 т. (82 т. и 4 доп.). — СПб., 1890—1907.